# Potovanja Krištofa Kolumba
Med letoma 1492 in 1504 je italijanski raziskovalec Krištof Kolumb vodil štiri španske čezatlantske pomorske ekspedicije za odkrivanje Karibov ter Srednje in Južne Amerike. Ta potovanja so privedla do širokega poznavanja Novega sveta. Ta preboj je začel obdobje, znano kot doba odkritij, ki je zaznamovalo kolonizacijo Amerik, s tem povezano biološko izmenjavo in čezatlantsko trgovino. Ti dogodki, katerih učinki in posledice trajajo do danes, se pogosto navajajo kot začetek moderne dobe.
Kolumb, rojen v republiki Genovi, je bil pomorščak, ki je odplul proti kastiljski kroni (predhodnici sodobnega kraljestva Španije) v iskanju poti proti zahodu do Indije, Kitajske, Japonske in Otokov začimb, ki naj bi bili v vzhodnoazijski vir začimb in drugih dragocenih orientalskih dobrin, ki jih je mogoče dobiti le po težkih kopenskih poteh. Kolumba je delno navdihnil italijanski raziskovalec iz 13. stoletja Marco Polo pri njegovi ambiciji raziskovanja Azije in ni nikoli priznal svojega neuspeha pri tem, nenehno pa je trdil in kazal na domnevne dokaze, da je dosegel Vzhodno Indijo. Od takrat se Bahami in karibski otoki imenujejo Zahodna Indija.
V času Kolumbovih potovanj so Ameriko poseljevali ameriški staroselci. Kmalu po prvem stiku so evrazijske bolezni, kot so črne koze, začele pustošiti avtohtono prebivalstvo. Kolumb je sodeloval pri začetku španskega osvajanja Amerik, ki je vključevalo brutalno ravnanje in zasužnjevanje več tisoč domorodcev.
Kolumb je umrl leta 1506 in naslednje leto so novi svet poimenovali 'Amerika' po Amerigu Vespucciju, ki je ugotovil, da gre za edinstveno kopno. Iskanje zahodne poti v Azijo je bilo zaključeno leta 1521, ko je drugo špansko potovanje, odprava Magellan-Elcano, preplula Tihi ocean in dosegla jugovzhodno Azijo, preden se je vrnila v Evropo in zaključila prvo obplutje sveta.

## Ozadje
Mnogi Evropejci Kolumbovih dni so domnevali, da Evropo, Azijo in Afriko obdaja en sam, neprekinjen ocean, čeprav so nordijski raziskovalci kolonizirali območja Severne Amerike, začenši z Grenlandijo ok. 986. Norvežani so bili v Severni Ameriki prisotni več sto let, toda stiki med njihovimi severnoameriškimi naselbinami in Evropo so skoraj prenehali do začetka 15. stoletja.
Do sredine 15. stoletja je Evropa uživala varen kopenski prehod do Kitajske in Indije – virov cenjenega blaga, kot so svila, začimbe in opiati – pod hegemonijo Mongolskega cesarstva (Pax Mongolica ali mongolski mir). S padcem Konstantinopla v roke Turškega Osmanskega cesarstva leta 1453 je postala kopenska pot v Azijo (Svilna pot) težja, saj so bili krščanski trgovci prepovedani.
Portugalska je bila glavna evropska sila, ki se je zanimala za nadaljevanje čezmorskih trgovskih poti, pri čemer je sosednje kraljestvo Kastilija – predhodnica Španije – nekoliko počasneje začelo raziskovati Atlantik zaradi ozemlja, ki ga je moralo med rekonkvisto ponovno osvojiti od Mavrov. To je ostalo nespremenjeno do poznega 15. stoletja, po dinastični zvezi s poroko kastiljske kraljice Izabele I. in aragonskega kralja Ferdinanda II. (skupaj znana kot španska katoliška monarha]) leta 1469 in po zaključku rekonkviste leta 1492, ko sta skupna vladarja osvojila mavrsko kraljestvo Granado, ki je Kastilijo s davkom oskrbovala z afriškimi dobrinami. Novonastali [[Španski imperij]g se je odločil financirati Kolumbovo ekspedicijo v upanju, da bo našel nove trgovske poti in se izognil zapori, ki jo je Portugalska zagotovila Afriki in Indijskemu oceanu s papeško bulo iz leta 1481 Aeterni regis.

### Načrti plovbe
Kot odgovor na potrebo po novi poti v Azijo sta do leta 1480 Christopher in njegov brat Bartholomew razvila načrt za potovanje v Indijo (takrat tolmačeno približno kot vsa južna in vzhodna Azija) z jadranjem neposredno proti zahodu čez tisto, za kar se je verjelo biti edino Ocean Sea, Atlantski ocean. Približno leta 1481 je florentinski kozmograf Paolo dal Pozzo Toscanelli poslal Kolumbu zemljevid, ki prikazuje takšno pot, brez vmesne kopenske mase razen mitskega otoka Antilija. Leta 1484 je Kolumb na otoku La Gomera na Kanarskih otokih, ki ga je takrat osvajala Kastilija, od nekaterih prebivalcev El Hierra izvedel, da naj bi na zahodu obstajala skupina otokov.
Splošno napačno prepričanje, da je imel Kolumb težave pri pridobivanju podpore za svoj načrt, ker so Evropejci mislili, da je Zemlja ravna, je mogoče izslediti nazaj do kampanje protestantov proti katolicizmu v 17. stoletju in je bilo popularizirano v delih, kot je Kolumbova biografija [[[Washington Irving|Washingtona Irvinga]] iz leta 1828. Pravzaprav je bilo znanje, da je Zemlja sferična, zelo razširjeno, saj je bilo splošno mnenje starogrške znanosti in je pridobivalo podporo v celotnem srednjem veku (na primer, Beda Častitljivi to omenja v The Reconoting of Time). Primitivna pomorska navigacija Kolumbovega časa se je zanašala tako na zvezde kot na ukrivljenost Zemlje.

#### Premer Zemlje in ocene razdalje potovanja
Eratosten je v 2. stoletju pred našim štetjem zelo natančno izmeril premer Zemlje in način izračuna njenega premera z uporabo astrolaba je bil znan tako učenjakom kot pomorščakom. Kjer se je Kolumb razlikoval od splošno sprejetega pogleda svojega časa, je bila njegova napačna domneva o bistveno manjšem premeru Zemlje, češ da je Azijo mogoče zlahka doseči z jadranjem proti zahodu čez Atlantik. Večina učenjakov je sprejela Ptolemajevo pravilno oceno, da kopenska masa (za Evropejce tistega časa, ki je obsegala Evrazijo in Afriko) zavzema 180 stopinj kopenske sfere, in zavrnila Kolumbovo trditev, da je bila Zemlja veliko manjša in da je Azija le nekaj tisoč navtičnih razdalj milj zahodno od Evrope.
Kolumb je verjel napačnim izračunom Marina iz Tira, ki je postavil kopensko maso na 225 stopinj, ostalo pa je samo 135 stopinj vode. Poleg tega je Kolumb podcenjeval Al-Fraganov izračun dolžine stopinje, saj je zapise arabskega astronoma bral, kot da bi namesto arabske milje (približno 1830 m) uporabil italijansko miljo (približno 1480 metrov). Al-Fargani je izračunal, da je dolžina stopinje 56 ⅔ arabskih milj (66,2 navtičnih milj). Kolumb je torej ocenil, da je velikost Zemlje približno 75 % Eratostenovega izračuna, razdalja od Kanarskih otokov do Japonske pa na 2400 navtičnih milj (približno 23 % dejanske številke).

#### Pasati
Pri Kolumbovih potovanjih je bil še en element ključnega pomena, pasati. Načrtoval je, da bo najprej odplul do Kanarskih otokov, preden bo nadaljeval proti zahodu z uporabo severovzhodnega pasata. Del vrnitve v Španijo bi zahteval potovanje proti vetru z uporabo težke tehnike jadranja, imenovane beating, med katero ni mogoče doseči skoraj nobenega napredka. Za učinkovito povratno potovanje bi moral Kolumb slediti zakrivljenim pasatom proti severovzhodu do srednjih zemljepisnih širin severnega Atlantika, kjer bi lahko ujel 'zahodne vetrove', ki pihajo proti vzhodu do obale Zahodne Evrope.
Zdi se, da so navigacijsko tehniko za potovanje po Atlantiku prvi izkoristili Portugalci, ki so jo označevali kot volta do mar ('obrat morja'). Kolumbovo poznavanje vzorcev atlantskega vetra pa je bilo v času njegovega prvega potovanja nepopolno. Ko je Kolumb med sezono orkanov odplul naravnost proti zahodu od Kanarskih otokov in zaobšel tako imenovane konjske širine srednjega Atlantika, je tvegal, da bo bodisi pomirjen ali pa bo naletel na tropski ciklon, čemur se je obema po naključju izognil.

### Kampanja financiranja
Okrog leta 1484 je portugalski kralj Ivan II. Kolumbov predlog predložil svojim strokovnjakom, ti pa so ga zavrnili, ker je bila Kolumbova ocena potovalne razdalje 2400 morskih milj približno štirikrat prenizka (kar je bilo točno).
Leta 1486 je Kolumb dobil avdienco pri katoliških monarhih in svoje načrte je predstavil Izabeli. Te je posredovala odboru, ki je ugotovil, da je Kolumb močno podcenil razdaljo do Azije. Ker so zamisel razglasili za nepraktično, so monarhoma svetovali, naj ne podpirata predlaganega podviga. Da bi Kolumb preprečil, da bi svoje ideje prenesel drugam, in da bi morda ohranili svoje možnosti odprte, sta mu katoliška monarha dala dodatek v skupnem znesku približno 14.000 maravedov na leto ali približno letno plačo mornarja.
Leta 1488 se je Kolumb znova pritožil na portugalski dvor in prejel novo povabilo na avdienco pri Ivanu II. To se je spet izkazalo za neuspešno, deloma zato, ker se je kmalu zatem Bartolomeu Dias vrnil na Portugalsko po uspešnem obhodu južne konice Afrike. Ker je bila zdaj pod njenim nadzorom vzhodna pomorska pot, Portugalska ni bila več zainteresirana za utiranje poti zahodni trgovski poti v Azijo, ki prečka neznana morja.
Maja 1489 je Izabela poslala Kolumbu dodatnih 10.000 maravedijev in istega leta sta mu katoliška monarha izročila pismo, v katerem naročata vsem mestom pod njuno oblastjo, naj mu brezplačno zagotovijo hrano in prenočišče.
Ko so se sile kraljice Izabele približale zmagi nad mavrskim emiratom Granada za Kastilijo, je bil Kolumb poklican na španski dvor za ponovne razprave. V taboru kralja Ferdinanda je čakal do januarja 1492, ko sta monarha osvojila Granado. Svet, ki ga je vodil Izabelin spovednik Hernando de Talavera, je ugotovil, da je Kolumbov predlog, da bi dosegel Indijo, neverjeten. Kolumb je odšel v Francijo, ko je posredoval Ferdinand, ki je najprej poslal Talavero in škofa Diega Dezo, da se pritožita h kraljici. Izabelo je končno prepričal kraljev uradnik Luis de Santángel, ki je trdil, da bo Kolumb svoje zamisli prenesel drugam, in ponudil pomoč pri urejanju financiranja. Izabela je nato poslala kraljevo stražo po Kolumba, ki je potoval več kilometrov proti Córdobi.
V aprilski "kapitulaciji Santa Feja" leta 1492 je bilo Kolumbu obljubljeno, da bo dobil naslov "Admiral oceanskega morja" in imenovan za podkralja in guvernerja novoprivzete in kolonizirane države; prav tako bi prejel deset odstotkov vseh prihodkov iz novih dežel za vedno, če bi bil uspešen.[32] Imel je pravico imenovati tri ljudi, izmed katerih bi vladarji izbrali enega, za katero koli funkcijo v novih deželah. Pogoji so bili nenavadno velikodušni, a kot je pozneje zapisal njegov sin, monarhi niso bili prepričani v njegovo vrnitev.

## Zgodovina

### Prvo potovanje (1492–1493)
- Domnevna replika Niñe
- Replika Pinte v Palos de la Frontera, Huelva
- Replika Santa Marie v nakupovalnem središču West Edmonton Mall

Za svoje potovanje proti zahodu, da bi našel krajšo pot do Vzhoda, so se Kolumb in njegova posadka izbrali tri srednje velike ladje, največja med njimi je bila karaka (špansko nao), Santa María, katere lastnik in kapitan je bil Juan de la Cosa in pod Kolumbovim neposrednim poveljstvom. Drugi dve sta bili manjši karaveli; ime ene je izgubljeno, vendar je znana po kastiljskem vzdevku Pinta ('naslikana'). Druga, Santa Clara, je dobila vzdevek Niña ('dekle'), morda glede na njenega lastnika, Juana Niño iz Moguerja. Pinto in Niño sta pilotirala brata Pinzón (Martín Alonso oziroma Vicente Yáñez). Zjutraj 3. avgusta 1492 je Kolumb odplul iz Palos de la Frontera v Huelvi in se spustil po reki Rio Tinto v Atlantik.
Tri dni po potovanju, 6. avgusta 1492, se je krmilo ladje Pinta zlomilo. Martín Alonso Pinzón je sumil lastnike ladje sabotaže, saj so se bali iti na pot. Posadki je uspelo zavarovati krmilo z vrvmi, dokler niso dosegli Kanarskih otokov, kamor so prispeli 9. avgusta. Krmilo Pinte so zamenjali na otoku Gran Canaria in do 2. septembra so se ladje sestale v La Gomeri, kjer so bila zadnja jadra Niñe ponovno nastavljena na standardna kvadratna jadra. Zagotovili so zadnje zaloge in 6. septembra so ladje odplule iz San Sebastiána de La Gomera na pettedensko potovanje čez Atlantik proti zahodu.
Kot je opisano v izvlečku njegovega dnevnika, ki ga je naredil Bartolomé de las Casas, je Kolumb na poti v tujino zabeležil dva niza razdalj: enega v meritvah, ki jih je običajno uporabljal, drugega v portugalskih pomorskih ligah, ki jih uporablja njegova posadka. Las Casas je prvotno razlagal, da je svojo posadko poročal o krajših razdaljah, da jih ne bi skrbelo, da bodo pluli predaleč od Španije, vendar Oliver Dunn in James Kelley pravita, da je šlo za nesporazum.
13. septembra 1492 je Kolumb opazil, da igla njegovega kompasa ne kaže več proti Severnici. Nekoč je veljalo, da je Kolumb odkril magnetno deklinacijo, kasneje pa se je izkazalo, da je bil pojav že znan, tako v Evropi kot na Kitajskem.

#### Prvi pristanek v Ameriki
Po 29 dneh odsotnosti s kopnega je posadka 7. oktobra 1492 opazila »ogromne jate ptic«, od katerih so nekateri njegovi mornarji ujeli v past in ugotovili, da so poljske ptice (verjetno eskimski kodrovci (Numenius borealis) in ameriška zlatovščica (Pluvialis dominica)). Kolumb je spremenil smer, da bi sledil njihovemu letu.
11. oktobra je Kolumb spremenil smer flote naravnost proti zahodu in plul ponoči, verjujoč, da bo kopno kmalu našel. Okoli 10. ure zvečer se je Kolumbu zdelo, da vidi svetlobo, »kot majhna voščena sveča, ki se dviga in spušča«. Štiri ure pozneje je kopno opazil mornar Rodrigo de Triana (znan tudi kot Juan Rodríguez Bermejo) na krovu Pinte. Triana je takoj opozorila preostalo posadko s krikom, kapitan ladje, Martín Alonso Pinzón, pa je preveril opažanje kopnega in opozoril Kolumba tako, da je izstrelil lombardo. Kolumb bo kasneje trdil, da je prvi videl kopno, s čimer si je prislužil obljubljeno letno nagrado 10.000 maravedov.
Kolumb je ta otok imenoval San Salvador, na današnjih Bahamih; staroselsko ime je bilo Guanahani. Po mnenju Samuela Eliota Morisona je otok San Salvador edini otok, ki ustreza položaju, ki ga navaja Kolumbov dnevnik. Kolumb je o domačinih, ki jih je prvič srečal, zapisal v svojem dnevniku z dne 12. oktobra 1492:
Veliko moških, ki sem jih videl, ima brazgotine na telesu, in ko sem jim pokazal znake, da bi ugotovil, kako se je to zgodilo, so pokazali, da ljudje z drugih bližnjih otokov pridejo v San Salvador, da bi jih ujeli; branijo se po najboljših močeh. Verjamem, da ljudje s celine prihajajo sem, da jih vzamejo za sužnje. Morali bi biti dobri in spretni služabniki, saj zelo hitro ponovijo, kar jim rečemo. Mislim, da jih je mogoče zelo enostavno narediti kristjane, saj se zdi, da nimajo vere. Če bo našemu Gospodu všeč, jih bom ob odhodu šest odpeljal k vašim visokostim, da se bodo naučili našega jezika.
Kolumb je avtohtone Američane imenoval indios ('Indijanci') v zmotnem prepričanju, da je dosegel Vzhodno Indijo; Karibski otoki se zaradi tega imenujejo Zahodna Indija.
Kolumb je sprva naletel na ljudstva Lucayan, Taíno in Arawak Ko je opazil njihove zlate okraske za ušesa, je Kolumb vzel nekaj Aravakov v ujetništvo in vztrajal, da ga vodijo do vira zlata. Kolumb je opazil, da so zaradi njihovega primitivnega orožja in vojaške taktike domorodci postali dovzetni za enostavno osvajanje.
Kolumb je opazoval ljudi in njihov kulturni način življenja. Raziskal je tudi severovzhodno obalo Kube in pristal 28. oktobra 1492, ter severozahodno obalo Hispaniole, današnjega Haitija, do 5. decembra 1492. Tu je Santa Maria nasedla na božični dan, 25. decembra 1492, in bila zapuščena. Kolumba je sprejel domorodni cacique (poglavar) Guacanagari, ki mu je dovolil, da pusti nekaj svojih mož. Kolumb je zapustil 39 mož, vključno s tolmačem Luisom de Torresom in ustanovil naselbino La Navidad. Z eno samo ladjo je plul vzdolž severne obale Hispaniole, dokler 6. januarja ni naletel na Pinzón in Pinto.
13. januarja 1493 se je Kolumb zadnjič ustavil na tem potovanju v Ameriki, v zalivu Rincón na vzhodnem koncu polotoka Samaná na severovzhodu Hispaniole. Tam je naletel na Ciguayose, edine domorodce, ki so se med tem prvim potovanjem nasilno uprli. Ciguayosi so zavrnili trgovanje s količino lokov in puščic, ki si jo je želel Kolumb; v spopadu, ki je sledil, je bil en Ciguayo zaboden v zadnjico, drugi pa ranjen s puščico v prsih. Ker so Ciguayosi uporabljali puščice, je Kolumb zaliv poimenoval Puščični zaliv.

#### Prva vrnitev
16. januarja 1493 se je začela pot domov.
Med vračanjem v Španijo sta Niña in Pinta naleteli na najhujšo nevihto na svojem potovanju in v noči na 13. februar izgubili medsebojni stik. Vsi člani Niñe so se zaobljubili, da bodo, če jim bo prizaneseno, romali do najbližje cerkve Naše Gospe, kjer koli bodo prvič pristali.
15. februarja zjutraj so opazili kopno. Kolumb je verjel, da se približujejo portugalskim Azorskim otokom, drugi pa so menili, da so precej severno od otokov. Izkazalo se je, da je imel Kolumb prav. V noči na 17. februar je Niña zasidrala na otoku Santa Maria, vendar se je kabel zlomil na ostrih skalah, zaradi česar je bil Kolumb prisiljen ostati na morju do jutra, ko so v bližini našli varnejšo lokacijo. Nekaj mornarjev se je s čolnom odpeljalo do otoka, kjer jim je več otočanov povedalo, da je še varnejši kraj za pristanek, zato se je Niña znova premaknila. Na tem mestu je Kolumb vzel na krov več otočanov s hrano. Ko so otočani izvedeli za zaobljubo Gospe, so posadko napotili v majhno svetišče v bližini.
Kolumb je poslal polovico posadke na otok, da bi izpolnili svojo zaobljubo, toda on in ostali so ostali na Niñi, drugo polovico pa so nameravali poslati pozneje. Medtem ko je obalna skupina molila, so jih po ukazu kapitana otoka João de Castanheira ujeli v ujetništvo, domnevno iz strahu, da so pirati. Castanheira je zavzel njihov obalni čoln, ki ga je skupaj z več oboroženimi moškimi odpeljal do Niñe in nameraval aretirati Kolumba. Ko mu je Kolumb nasprotoval, je Castanheira rekel, da ne verjame in ne skrbi za Kolumbovo zgodbo, obsodil je Špance in se vrnil na otok. Po nadaljnjih dveh dneh je Castanheira ujetnike izpustil, ker od njih ni mogel dobiti priznanja ali ujeti svoje prave tarče, Kolumba. Nekateri so trdili, da je bil Kolumb ujet, vendar je to v nasprotju s Kolumbovim dnevnikom.
Ko je 23. februarja zapustil otok Santa Maria na Azorih, se je Kolumb odpravil proti kastiljski Španiji, vendar ga je druga nevihta prisilila v Lizbono. 4. marca 1493 se je zasidral poleg kraljeve pristaniške patruljne ladje, kjer so mu povedali, da se je flota 100 karavel izgubila v neurju. Presenetljivo je bilo prizaneseno tako Niñi kot Pinti. Ker v Lizboni ni našel portugalskega kralja Ivana II., mu je Kolumb pisal in čakal na odgovor. Kralj se je strinjal, da se bo srečal s Kolumbom v Vale do Paraíso, kljub slabim odnosom med Portugalsko in Kastilijo v tistem času. Ko je izvedel za Kolumbova odkritja, ga je portugalski kralj obvestil, da meni, da je potovanje v nasprotju s pogodbo iz Alcáçovasa iz leta 1479.
Potem ko je na Portugalskem preživel več kot teden dni, je Kolumb odplul proti Španiji. V Palos je prispel 15. marca 1493 in se kasneje sestal s Ferdinandom in Izabelo v Barceloni, da bi poročal o svojih ugotovitvah.
Kolumb je pokazal, kaj je prinesel s svojega potovanja monarhom, vključno z nekaj majhnimi vzorci zlata, biseri, zlatim nakitom domorodcev, nekaj Taínov, ki jih je ugrabil, rožami in visečo mrežo. Prinesel je tudi prej neznano rastlino tobaka, sadež ananasa in purana. Ni prinesel nobene od dragocenih začimb vzhodne Indije, kot so črni poper, ingver ali nageljnove žbice. V svojem dnevniku je zapisal, »je tudi veliko 'ají', to je njihov poper, ki je dragocenejši od črnega popra, vsi ljudje pa ne jedo ničesar drugega, ker je zelo zdrav«.

### Drugo potovanje (1493–1496)
Naveden namen drugega potovanja je bil spreobrniti staroselske Američane v krščanstvo. Preden je Kolumb zapustil Španijo, sta mu Ferdinand in Izabela naročila, naj vzdržuje prijateljske, celo ljubeče odnose z domorodci. Iz Cádiza v Španiji je izplul 25. septembra 1493.
Ladjevje za drugo potovanje je bilo veliko večje: dva naosa in 15 karavel. Oba naosa sta bili vodilni ladji Marigalante in Gallega; karavele so bile Fraila ('nuna'), San Juan, Colina ('hrib'), Gallarda ('pogumna'), Gutierre, Bonial, Rodriga, Triana, Vieja ('stara'), Prieta ('rjava'), Gorda ('debela'), Cardera in Quintera. Niña se je vrnila na to odpravo, ki je vključevala tudi ladjo z imenom Pinta, ki je verjetno enaka tisti iz prve odprave. Poleg tega je ekspedicija videla gradnjo prve ladje v Ameriki, Santa Cruz ali India.

#### Raziskovanje Karibov
3. novembra 1493 je Krištof Kolumb pristal na razgibani obali otoka, ki ga je poimenoval Dominika. Istega dne je pristal v Marie-Galante, ki jo je poimenoval Santa María la Galante. Po jadranju mimo Les Saintes (Todos los Santos) je prispel na Guadeloupe (Santa María de Guadalupe), ki ga je raziskoval med 4. novembrom in 10. novembrom 1493. Natančen potek njegovega potovanja skozi Male Antile je predmet razprave, vendar se zdi verjetno da se je obrnil proti severu, opazil in poimenoval številne otoke, vključno s Santa María de Montserrat (Montserrat), Santa María la Antigua (Antigua), Santa María la Redonda (Saint Martin) in Santa Cruz (Saint Croix, 14. novembra). Opazil je tudi in poimenoval verigo otokov Santa Úrsula y las Once Mil Vírgenes (Deviški otoki), otoke pa je poimenoval Virgen Gorda.
Ladjevje je nadaljevalo pot do Velikih Antilov in 19. novembra 1493 pristalo na otoku San Juan Bautista, današnjem Portoriku. Diego Álvarez Chanca pripoveduje, da so na tem otoku Evropejci rešili nekaj žensk iz skupine vsaj 20 ljudi. ki so jih lokalni Karibi imeli kot spolne sužnje. Ženske so pojasnile, da so vse moške ujetnike pojedli in da so njihove lastne moške potomce kastrirali in dali služiti Karibom, dokler niso bili dovolj stari, da so veljali za dobre za jesti. Evropejci so rešili tri od teh dečkov.

#### Hispaniola in Jamajka
22. novembra je Kolumb odplul iz San Juan Bautiste v Hispaniolo. Naslednje jutro so domorodca, vzetega med prvim potovanjem, vrnili v zaliv Samaná. Flota je v dveh dneh preplula približno 170 milj in pri Monte Cristi odkrila razpadajoča trupla štirih moških; eden je imel brado, kar je pomenilo, da je bil Španec. V noči na 27. november so bili prižgani topovi in signalne rakete, da bi signalizirali La Navidad, vendar ni bilo odgovora. Skupina kanujev, ki jo je vodil Guacanagarijev bratranec, je Kolumbu podelila dve zlati maski in mu povedala, da je Guacanagarija poškodoval drug poglavar, Caonabo, in da so ostali njegovi možje zdravi, razen nekaj španskih žrtev, ki so bile posledica bolezni in prepirov. Naslednji dan je španska flota odkrila požgane ostanke trdnjave Navidad in Guacanagarijev bratranec je priznal, da je Evropejce izbrisal Caonabo. Drugi domorodci so Špancem pokazali nekaj trupel in rekli, da so »vzeli po tri ali štiri ženske«. Medtem ko je Guacanagarija nekaj sumil, se je postopoma izkazalo, da sta dva od Špancev ustanovila morilsko tolpo, ki išče zlato in ženske, kar je vzbudilo Caonabojevo jezo. Flota se je nato borila z vetrovi, v 25 dneh je prepotovala le 32 milj in 2. januarja 1494 prispela na nižino na severni obali Hispaniole. Tam so ustanovili naselbino La Isabela. Kolumb je nekaj časa raziskoval notranjost otoka in iskal zlato. Ko ga je našel, je v notranjosti postavil majhno utrdbo.
Kolumb je zapustil Hispaniolo 24. aprila 1494 in prispel na otok Kuba (ki ga je med svojim prvim potovanjem poimenoval Juana) 30. aprila in v Discovery Bay na Jamajki 5. maja. Raziskoval je južno obalo Kube, za katero je verjel, da je polotok Kitajske in ne otok, in več bližnjih otokov, vključno z La Evangelista (Otok mladosti), preden se je 20. avgusta vrnil na Hispaniolo.

#### Suženjstvo, naseljenci in davek
Med svojo kratko vladavino je Kolumb zaradi manjših zločinov usmrtil španske koloniste in kot drugo obliko kazni uporabil razkosanje. Do konca leta 1494 sta bolezen in lakota terjali dve tretjini španskih naseljencev. Pripoved v jeziku nahuatl opisuje družbeni zlom, ki je spremljal pandemijo: »Veliko jih je umrlo zaradi te kuge in mnogi drugi so umrli zaradi lakote. Niso mogli vstati, da bi poiskali hrano, in vsi drugi so bili preveč bolni, da bi skrbeli zanje, zato so umirali od lakote v svojih posteljah.«
Do leta 1494 si je Kolumb podkraljevanje delil z enim od svojih vojaških častnikov po imenu Margarit, ki mu je ukazal, naj da prednost pokristjanjenju domorodcev, vendar jim je treba zaradi kraje odrezati del nosu in ušes. Margaritini možje so izkoriščali domorodce tako, da so jih pretepali, posilili in zasužnjili, pri čemer nihče na Hispanioli ni bil krščen še dve leti. 
Kolumb poslal približno 500 Američanov v Španijo, da bi jih prodali kot sužnje; približno 40 % jih je umrlo na poti, polovica preostalih pa je bila bolna ob prihodu. Junija istega leta je španska krona poslala ladje in zaloge v kolonijo na Hispanioli, ki jo je pomagal nabaviti florentinski trgovec Gianotto Berardi.
Kolumbov sistem davkov je opisal njegov sin Ferdinand: »V Cibau, kjer so bili rudniki zlata, je morala vsaka oseba, stara štirinajst let ali več, plačati velik sokolji zvon zlatega prahu, vsi ostali so morali plačati vsak 25 funtov bombaža. Kadarkoli je Indijanec oddal svoj davek, je prejel medeninast ali bakren žeton, ki ga je moral nositi okoli vratu kot dokaz, da je plačal; vsak Indijanec, ki je bil najden brez takega žetona, je bil kaznovan.« Monarha, ki sta predlagala žetone, sta pozvali k blagi kazni, toda vsakemu Indijancu, ki so ga našli brez bakrenega žetona, so odrezali roke, kar je bila verjetno smrtna obsodba. Ker na otoku ni bilo zlata v izobilju, domorodci niso imeli možnosti izpolniti Kolumbove kvote in na tisoče jih je po poročanju naredilo samomor. Do leta 1497 je sistem davkov skoraj propadel.
Španska flota je 10. marca 1496 odplula iz La Isabele. Zaradi neugodnih pasatnih vetrov so zaloge začele zmanjkovati; 10. aprila je Kolumb od domorodcev Guadeloupa zahteval hrano. Ko so prišli na obalo, so Španci padli v zasedo s puščicami; v odgovor so uničili nekaj koč. Nato so zadržali skupino 13 domorodnih žensk in otrok, da bi izsilili prodajo kasave. Niña in India sta zapustili Guadeloupe 20. aprila. 8. junija je flota pristala na Portugalskem blizu Odemire in se 11. junija preko zaliva Cádiz vrnila v Španijo.

### Tretje potovanje (1498–1500)
Glede na povzetek Kolumbovega dnevnika, ki ga je naredil Bartolomé de Las Casas, je bil cilj tretjega potovanja preveriti obstoj celine, za katero je portugalski kralj Ivan II. domneval, da je jugozahodno od Zelenortskih otokov. Kralj Ivan naj bi vedel za obstoj takšne celine, ker so »najdeni kanuji, ki so izpluli z obale Gvineje [Zahodne Afrike] in odpluli proti zahodu z blagom«. Italijanski raziskovalec John Cabot je verjetno dosegel celinski del ameriške celine junija 1497, čeprav je mesto njegovega pristanka sporno.
30. maja 1498 je Kolumb s šestimi ladjami odpotoval iz Sanlúcarja v Španiji na svoje tretje potovanje po Ameriki. Tri ladje so se s prepotrebnimi zalogami odpravile naravnost proti Hispanioli, medtem ko je Kolumb druge tri odpeljal na raziskovanje, kaj bi lahko ležalo južno od Karibskih otokov, ki jih je že obiskal, vključno z upanjem na prehod v celinsko Azijo. Kolumb je vodil svojo floto na portugalski otok Porto Santo, domovino svoje žene. Nato je odplul na Madeiro in tam preživel nekaj časa s portugalskim kapitanom Joãom Gonçalvesom da Camaro, preden je odplul na Kanarske otoke in Zelenortske otoke.
13. julija je Kolumbova flota vstopila v zatišje srednjega Atlantika, kjer je bilo nekaj dni umirjeno, saj je vročina povzročila škodo njihovim ladjam, hrani in oskrbi z vodo. Vzhodni veter jih je končno pognal proti zahodu, kar se je obdržalo do 22. julija, ko so opazili ptice, ki so letele od jugozahoda proti severovzhodu, in flota se je obrnila proti severu v smeri Dominike. Moški so 31. julija opazili deželo Trinidad, ki se je približevala z jugovzhoda. Ladjevje je plulo vzdolž južne obale in vstopilo v Zmajeva usta ter se zasidralo blizu skale Soldado (zahodno od Icacos Pointa, skrajne jugozahodne točke Trinidada), kjer so stopili v stik s skupino ameriških Indijancev v kanujih. 1. avgusta so Kolumb in njegovi možje prispeli na kopno blizu izliva reke Orinoko v Južni Ameriki, na območju današnje Venezuele. Kolumb je iz topografije prepoznal, da mora biti celina, toda medtem ko jo je opisal kot otro mundo ('drugi svet'), je ohranil prepričanje, da je to Azija — in morda zemeljski raj. 2. avgusta so pristali na Icacos Pointu (ki ga je Kolumb poimenoval Punta de Arenal) v sodobnem Trinidadu in se le za las izognili nasilnemu srečanju z domorodci. Zgodaj 4. avgusta je cunami skoraj prevrnil Kolumbovo ladjo. Moški so pluli čez zaliv Paria in 5. avgusta pristali na celini Južne Amerike na polotoku Paria. Kolumb, ki je trpel zaradi enomesečne nespečnosti in slabšega vida zaradi krvavih oči, je pooblastil druge kapitane flote, da se prvi odpravijo na obalo: eden je zasadil križ, drugi pa je posnel, da je Kolumb pozneje pristal, da bi uradno prevzel provinco Španiji. Odpluli so še naprej proti zahodu, kjer je Kolumba ob pogledu na bisere prisilil, da je poslal ljudi po nekaj, če že ne zlata. Domačini so poskrbeli za hrano, vključno s koruznim vinom, ki je bilo za Kolumba novo. Kolumb je bil prisiljen doseči Hispaniolo, preden se je hrana na njegovi ladji pokvarila, zato je bil razočaran, ko je ugotovil, da so zapluli v zaliv, in medtem ko so dobili svežo vodo, so se morali vrniti na vzhod, da bi spet dosegli odprte vode.
Med opazovanjem s kvadrantom na morju je Kolumb netočno izmeril polarni polmer dnevnega gibanja Severnice na pet stopinj, kar je dvakrat več od druge napačne meritve, ki jo je izvedel bolj severno. To ga je pripeljalo do tega, da je opisal figuro Zemlje kot hruškasto obliko, s "steblom" delom, ki se dviga proti nebu. (Pravzaprav je Zemlja še tako rahlo hruškaste oblike, s svojim "pecljem" obrnjenim proti severu. Nato je odplul do otokov Chacachacare in Margarita (slednjega dosegel 14. avgusta) in opazil Tobago (ki ga je poimenoval Bella Forma) in Grenada (ki ga je poimenoval Concepción).
Zaradi slabega zdravja se je Kolumb 19. avgusta vrnil na Hispaniolo, a ugotovil, da se številni španski naseljenci nove kolonije upirajo njegovi vladavini in trdijo, da jih je Kolumb zavajal glede domnevno obilnega bogastva, ki so ga pričakovali najti. Številni vračajoči se naseljenci in mornarji so na španskem dvoru lobirali proti Kolumbu in njega in njegove brate obtožili hudega slabega upravljanja. Kolumb je dal obesiti nekaj članov svoje posadke zaradi neposlušnosti. Imel je gospodarski interes za zasužnjevanje domorodcev Hispaniole in jih zato ni želel krstiti, kar je pritegnilo kritike nekaterih cerkvenikov. Zapis v njegovem dnevniku iz septembra 1498 se glasi: »Od tod bi lahko poslali v imenu svete Trojice toliko sužnjev, kolikor jih je mogoče prodati ...«
Kolumb je bil sčasoma prisiljen skleniti mir z uporniškimi kolonisti pod ponižujočimi pogoji. Leta 1500 ga je krona odstranila z mesta guvernerja, ga aretirala in v verigah prepeljala v Španijo. Na koncu so ga osvobodili in mu dovolili, da se vrne v Ameriko, vendar ne kot guverner. Kot dodatna žalitev se je leta 1499 portugalski raziskovalec Vasco da Gama vrnil s svojega prvega potovanja v Indijo, potem ko je plul proti vzhodu okoli južne konice Afrike – s čimer je odprl morsko pot v Azijo.

### Četrto potovanje (1502–1504)
Po dolgem prepričevanju so se vladarji strinjali, da bodo financirali Kolumbovo četrto potovanje. To bi bila njegova zadnja priložnost, da se dokaže in postane prvi človek, ki bi obkrožil svet. Kolumbov cilj je bil najti Melaški preliv do Indijskega oceana. 14. marca 1502 je Kolumb začel svoje četrto potovanje s 147 možmi in s strogim ukazom kralja in kraljice, naj se ne ustavi na Hispanioli, ampak samo zato, da poišče prehod proti zahodu do celine Indijskega oceana. Preden je odšel, je Kolumb napisal pismo guvernerjem banke Saint George v Genovi z datumom v Sevilli, 2. aprila 1502. Napisal je: »Čeprav je moje telo tukaj, je moje srce vedno blizu tebe.« V spremstvu polbrata Bartolomea Diega Mendeza in 13-letnega sina Ferdinanda je 9. maja 1502 zapustil Cádiz s svojo paradno ladjo, Capitana, kot tudi Gallega, Vizcaína in Santiago de Palos. Najprej so odpluli do Arzile na maroški obali, da bi rešili portugalske vojake, za katere je slišal, da so jih oblegali Mavri.
Potem ko so s pomočjo pasatov v hitrih dvajsetih dneh prečkali Atlantik, so 15. junija pristali v Carbetu na otoku Martinik (Martinica). Kolumb je predvideval, da se pripravlja orkan in je imel ladjo, ki jo je bilo treba zamenjati, zato se je odpravil na Hispaniolo, čeprav mu je bilo tam prepovedano pristati. V Santo Domingo je prispel 29. junija, vendar so mu zavrnili pristanišče, novi guverner pa ni hotel poslušati njegovega opozorila pred nevihto. Medtem ko so se Kolumbove ladje zatekle ob izlivu reke Haina, je guverner Bobadilla odplul z Roldánom in Kolumbovim zlatom na krovu svoje ladje v spremstvu konvoja 30 drugih plovil. Kolumbovo osebno zlato in druge stvari so dali na krhko ladjo Aguya, ki velja za najmanj primerno plovilo flote. Začetek orkana je nekaj ladij pregnal na obalo, nekatere pa so se potopile v pristanišču Santo Domingo; Bobadillina ladja naj bi dosegla vzhodni konec Hispaniole, preden se je potopila. V Atlantiku se je potopilo okoli 20 drugih plovil, skupaj pa se je utopilo okoli 500 ljudi. Tri poškodovane ladje so se vrnile v Santo Domingo; na eni od teh sta bila na krovu Juan de la Cosa in Rodrigo de Bastidas. Le Aguya je uspela v Španijo, zaradi česar so ga nekateri Kolumbovi sovražniki obtožili, da je pričaral nevihto.
Po orkanu se je Kolumb ponovno zbral s svojimi možmi in po kratkem postanku na Jamajki in ob obali Kube, da bi se dopolnil, je odplul v sodobno Srednjo Ameriko in prispel v Guanajo (Isla de los Pinos) na Bay Islands ob obalo Hondurasa 30. julija 1502. Tu je Bartolomeo našel domorodne trgovce - morda (vendar ne dokončno) Maje - in velik kanu, ki je bil opisan kot »dolg kot galeja« in je bil napolnjen s tovorom.  Domačini so Kolumba in njegovo spremstvo seznanili s kakavom. Kolumb je govoril s starešino in menil, da je opisal, da je videl ljudi z meči in konje (mogoče Špance) in da so bili »samo deset dni potovanja do reke Ganges«. 14. avgusta je Kolumb pristal na kopnem Amerike v Puerto Castilla, blizu Trujilla, Honduras. Dva meseca je raziskoval obale Hondurasa, Nikaragve in Kostarike in iskal prehod, preden je 16. oktobra prispel v zaliv Almirante v Panami.
Sredi novembra so nekateri domorodci Kolumbu povedali, da je provinca, imenovana Ciguare, »ležala le devet dni potovanja po kopnem proti zahodu« ali približno 200 milj od njegove lokacije v Veragui. Tu naj bi bilo »zlato brez meja«, »ljudje, ki nosijo korale na glavi«, ki »vedo na poper«, »poslujejo na sejmih in trgih« in ki so bili »vajeni vojskovanja«. Kolumb je pozneje vladarjem pisal, da po mnenju domorodcev »morje zajema Ciguare in ... je deset dni potovanja do reke Ganges«. To bi lahko pomenilo, da je Kolumb vedel, da je našel neznano celino, ki se razlikuje od Azije.
11. septembra 1504 sta se Krištof Kolumb in njegov sin Fernando vkrcala na karavelo, da bi od Hispaniole odpotovala v Španijo, pri čemer sta plačala ustrezne vozovnice. V Sanlúcar de Barramedo so prispeli 7. novembra, od tam pa so odpotovali v Sevillo.

## Zapuščina
Novica o Kolumbovem prvem potovanju je sprožila mnoga druga raziskovanja proti zahodu evropskih držav, ki so želele pridobiti dobiček od trgovine in kolonizacije. To bi spodbudilo povezano biološko izmenjavo in čezatlantsko trgovino. Ti dogodki, katerih učinki in posledice trajajo do danes, se včasih navajajo kot začetek moderne dobe.
Ob prvem izkrcanju na Zahodu je Kolumb razmišljal o zasužnjenju domorodcev, in po vrnitvi objavil zaznano pripravljenost domorodcev, da se spreobrnejo v krščanstvo.] Na Kolumbovem drugem potovanju je prišlo do prvega večjega spopada med Evropejci in Indijanci po petih stoletjih, ko so Vikingi prišli v Ameriko. Eno od žensk je v bitki ujel Kolumbov prijatelj in mu jo pustil obdržati kot sužnjo; ta moški jo je nato pretepel in posilil. Leta 1503 sta španska monarha ustanovila indijanske redukcije, naselbine, namenjene preseljevanju in izkoriščanju domačinov.
Z dobo odkritij, ki se je začela v 15. stoletju, so Evropejci raziskovali svet po oceanih, iskali določeno trgovsko blago, ljudi, ki bi jih zasužnjili, ter trgovske lokacije in pristanišča. Najbolj zaželeno trgovsko blago je bilo zlato, srebro in začimbe. Za katoliške monarhe Španije in Portugalske je bila razdelitev vpliva dežele, ki jo je odkril Kolumb, nujna, da bi se izognili konfliktu. To je bilo rešeno s papeškim posredovanjem leta 1494, ko naj bi pogodba iz Tordesillasa razdelila svet med obe sili. Portugalci naj bi prejeli vse zunaj Evrope vzhodno od črte, ki je potekala 270 lig zahodno od Zelenortskih otokov. Španci so prejeli vse zahodno od te črte, ozemlje, ki je bilo še skoraj popolnoma neznano, in izkazalo se je, da je to predvsem velika večina celin Amerike in otokov Tihega oceana. Leta 1500 je portugalski pomorščak Pedro Álvares Cabral prispel do točke na vzhodni obali Južne Amerike na portugalski strani ločnice. To bi vodilo v portugalsko kolonizacijo današnje Brazilije.
Leta 1499 se je italijanski raziskovalec Amerigo Vespucci udeležil potovanja v zahodni svet s Kolumbovima sodelavcema Alonsom de Ojeda in Juanom de la Coso. Kolumb je v svoji Knjigi privilegijev iz leta 1502 omenil Zahodno Indijo kot Indias Occidentales ('Zahodna Indija') in jo označil za »neznano celemu svetu«. Kasneje istega leta je od domorodcev Srednje Amerike zbral informacije, ki kažejo na to, da je ugotovil, da je našel novo deželo. Vespucci, ki je sprva sledil Kolumbu v prepričanju, da je dosegel Azijo, je v pismu iz leta 1503 Lorenzu di Pierfrancescu namignil, da je že dve leti vedel, da te dežele sestavljajo novo celino. Pismo Pieru Soderiniju, objavljeno okc. 1505 in domnevno Vespucci, trdi, da je prvič odpotoval na ameriško celino leta 1497, leto pred Kolumbom. Leta 1507, eno leto po Kolumbovi smrti, je bil Novi svet na zemljevidu nemškega kartografa Martina Waldseemüllerja imenovan »Amerika«. Waldseemüller je to poimenovanje preklical leta 1513, očitno potem, ko je Sebastian Cabot, Las Casas, in mnogi zgodovinarji prepričljivo trdili, da je bilo Soderinijevo pismo ponaredek. Na svojem novem zemljevidu je Waldseemüller celino, ki jo je odkril Kolumb, označil kot Terra Incognita ('neznana dežela').
25. septembra 1513 je španski konkvistador Vasco Núñez de Balboa, ki je raziskoval po kopnem, kot prvi Evropejec naletel na Tihi ocean z obal Amerike in ga poimenoval Južno morje. Kasneje, 29. oktobra 1520, je Magellanova obkrožna odprava odkrila prvi pomorski prehod iz Atlantika v Pacifik, na južnem koncu današnjega Čila (Magellanov preliv) in njegova flota je na koncu obplula celotno Zemljo. Skoraj stoletje kasneje bodo dlje proti jugu odkrili še en, širši prehod v Pacifik, ki meji na rt Horn.
Španci so v Ameriki našli številne imperije, ki so bili tako veliki in naseljeni kot tisti v Evropi. Majhnim skupinam španskih konkvistadorjev je z velikimi vojskami domorodnih skupin uspelo osvojiti te države. Najpomembnejša med njimi sta bil Azteški imperij v sodobni Mehiki (osvojen leta 1521) in Inkovski imperij v sodobnem Peruju (osvojen leta 1532). V tem času so pandemije evropskih bolezni, kot so črne koze, uničile domorodno prebivalstvo. Ko je bila španska suverenost vzpostavljena, so se Španci osredotočili na črpanje in izvoz zlata in srebra.